# Rasmus Sandin
Rasmus Sandin (Upsala, Suecia, 7 de marzo de 2000) apodado Ras, Sandy, The Sandman o Carl, es un jugador profesional sueco de hockey sobre hielo que se desempeña en la posición de defensor izquierdo en Washington Capitals, equipo de la National Hockey League (NHL).

## Carrera
Fue seleccionado en la primera ronda en la NHL Entry Draft de 2018. En 2019 hizo su debut profesional con el equipo Toronto Maple Leafs, en el cual jugó cuatro temporadas (2019-2022), después pasó a Washington Capitals, donde lleva jugando dos temporadas.